# كهف أركوديوتيسا
كهف أركوديوتيسا (باليونانية: Αρκουδιώτισσα)‏ هو كهف في بلدية أكروتيري في جزيرة كريت اليونانية. من دير جوفيرنيتو، لا يمكن الوصول إلى الطريق المؤدي إلى الكهف إلا سيرًا على الأقدام. تشتهر أركوديوتيسا بصواعدها التي يقال إنها تشبه الدب.